# کیجاک (آلاداغ)
کیجاک {{ترکی|Kıcak) (به ارمنی: Չորաք) یک منطقهٔ مسکونی در ترکیه است که در آلاداغ، آدانا واقع شده‌است.